# アムリード
株式会社アムリードは、ゲームセンターの運営などを手掛ける日本の企業。

## 概要
1995年に西友が大型ショッピングセンターにアミューズメント施設の展開を目的とすることに設立。1999年にMBOが実施されて西友グループから独立。その後もMBOが繰り返されたが、2016年5月にレンブラントホールディングスのグループ会社となる。

## 沿革
- 1995年10月3日 - 株式会社ザップクリエイトとして設立。
- 1999年
  - 6月 - 経営陣によるMBOを実施し、同時に西友グループから離脱。
  - 7月 - 商号を株式会社アムリードへ変更。
- 2002年5月 - コナミ（後のコナミホールディングス）から、株式会社ケイエイオーの全株式を取得し子会社化[1]。
- 2004年4月 - ケイエイオーを吸収合併。
- 2016年
  - 5月 - レンブラントホールディングスの子会社であるPAM・Jが全株式を取得し、レンブラントホールディングスのグループ会社となる[3]。
  - 11月 - 本社を豊島区から厚木市へ移転。
- 2019年3月 - 本社を厚木市岡田から厚木市中町へ移転。
- 2021年1月 - 本社を厚木市から東京都港区へ移転。
- 2022年1月31日 - PAM・Jが全株式を他企業に譲渡。売却先は開示されていない[4]。

## 店舗
2023年7月現在、「アミュージアム」の店舗名で全国で32店を展開。他、カプセルトイ専門店「ガシャタウン」、プリントシール機専門店「Forest Print Studio」を東京都昭島市のモリタウン内に展開。ケイエイオー（旧：コナミアミューズメントオペレーション）が運営していた「チルコポルト」は、全店舗がアミュージアムへ変更された。